# Sedimentation

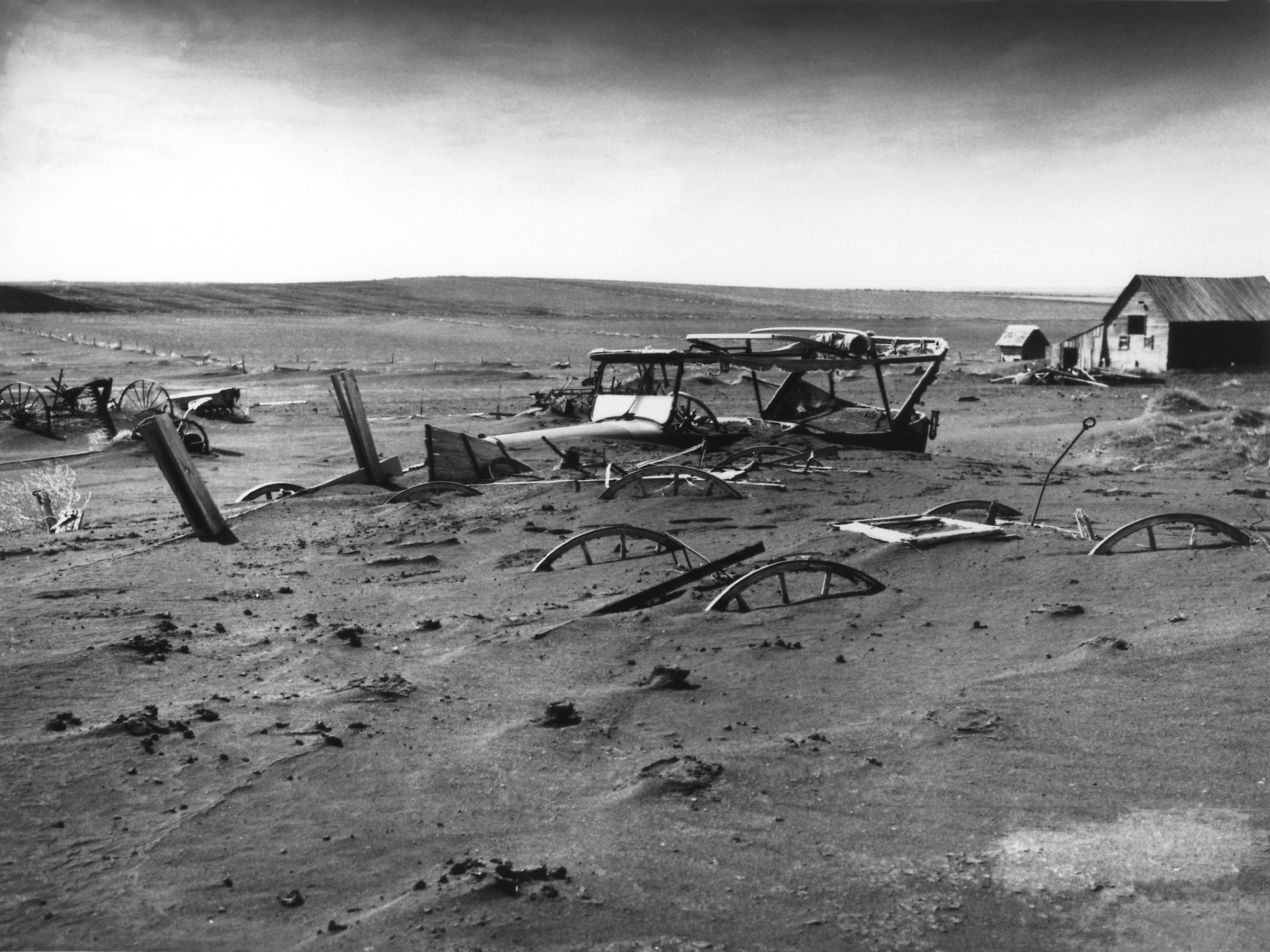
Von schweren Sandstürmen im Dust Bowl zugewehtes Anwesen in South Dakota, USA, 1936

Sedimentation bzw. Sedimentierung (von lat. sedimentum = Bodensatz) ist das Ablagern von Teilchen aus Flüssigkeiten oder Gasen unter dem Einfluss der Gewichtskraft oder der Zentrifugalkraft. Die sich bildende Schicht (ungelöste Schwimmstoffe, Schwebstoffe oder am Boden Bodensatz oder Niederschlag) heißt Sediment. Im Gegensatz zu Sedimentgestein ist Lockersediment ein Lockergestein.
Gegenteilig wirkt der Paranuss-Effekt, das „Aufschwimmen“ größerer Objekte (Paranüsse in Müslipackungen oder Steine in gelockertem Boden). Dieser Effekt wird dadurch erklärt, dass Feinbestandteile in Hohlräume einsickern und größere Objekte somit aufschwimmen.

## Grundlagen
Bei der Sedimentation schichten sich die abgelagerten Teilchen aufgrund ihrer unterschiedlichen Sedimentationsgeschwindigkeiten (Absinkgeschwindigkeiten). Die Sedimentationsgeschwindigkeit hängt ab von der Dichte ρp des Partikels und der Dichte ρf des Fluids, von der Schwerebeschleunigung g, vom Durchmesser bzw. Äquivalentdurchmesser d des Partikels, vom Strömungswiderstandskoeffizient (Drag Coefficient) CD und der Viskosität {\displaystyle \eta } des Fluids (s. u.). Dadurch kommt es zu einer Auftrennung hauptsächlich nach ihrer Dichte und ihrer Größe und Gestalt (die den Strömungswiderstand beeinflusst). Die Teilchen mit größter Sedimentationsgeschwindigkeit lagern sich zuerst ab, liegen also zuunterst. So können sich verschiedene Stoffe schichtweise getrennt ablagern (etwa bei der Goldseifenbildung in sekundären Lagerstätten).
Diese Trennung wird technisch dazu benutzt, verschiedene Stoffe eines Gemisches zu trennen (siehe dazu auch Dekantieren). Je größer also die Sedimentsgeschwindigkeit ist, desto schneller sinkt der Stoff zu Boden. Bei aufgeschäumtem Material mit geringer Dichte, beispielsweise eruptiven Bimssteinen, kann eine inverse Gradierung auftreten, kleinere Teilchen weisen dann eine höhere Sedimentationsgeschwindigkeit auf und lagern unten, während größere oben lagern.
Sedimente werden, im Falle von Strömungen, hauptsächlich durch die Erosion des Querschnittes eingetragen. Ein weiterer Effekt ist der Sedimenteintrag. Hier werden Sedimente (und andere Feststoffe) aus dem Einzugsgebiet eingetragen.

## Natürliche Arten von Sedimentierung

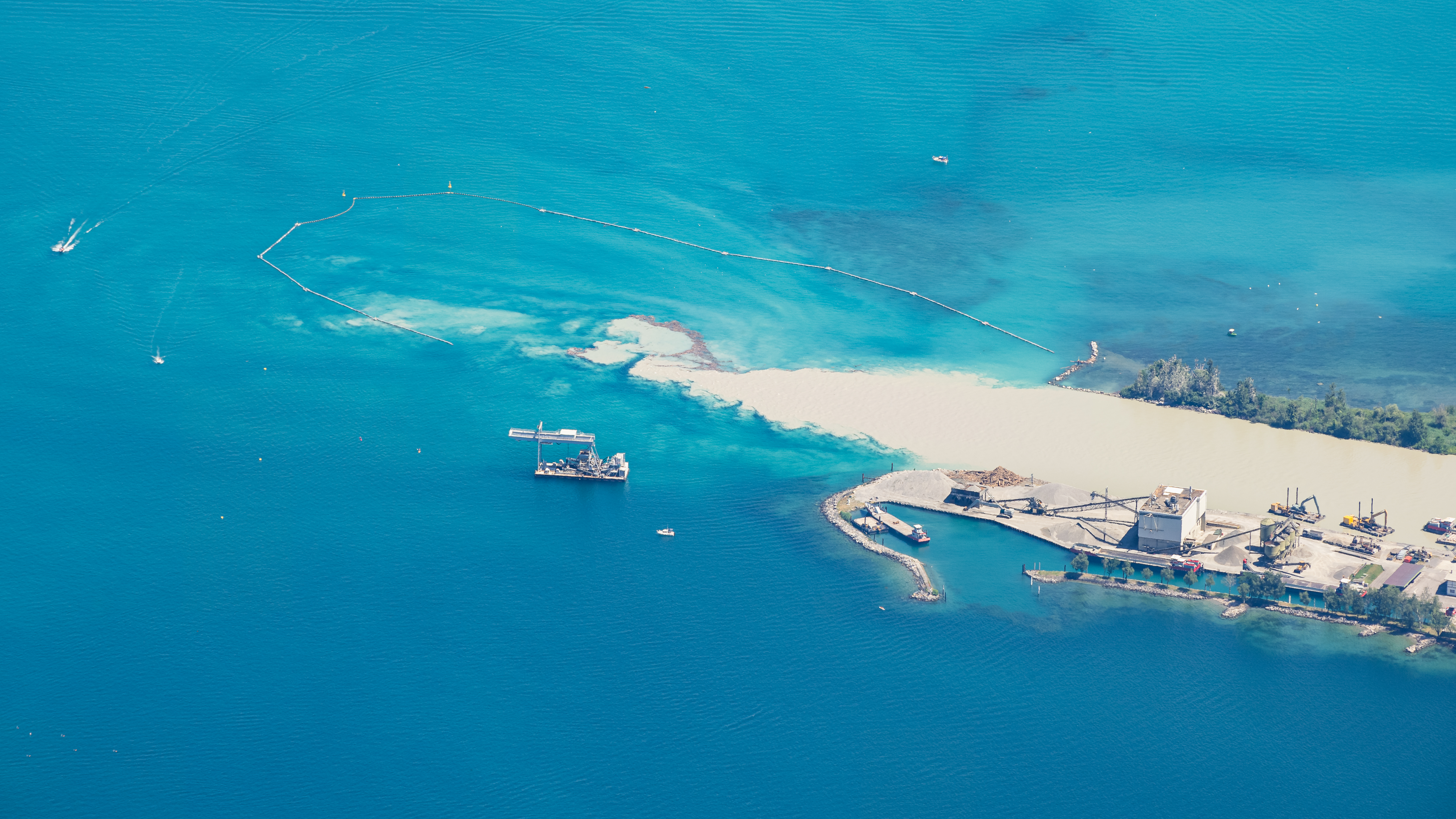
Zufluss der Rhone in den Genfersee

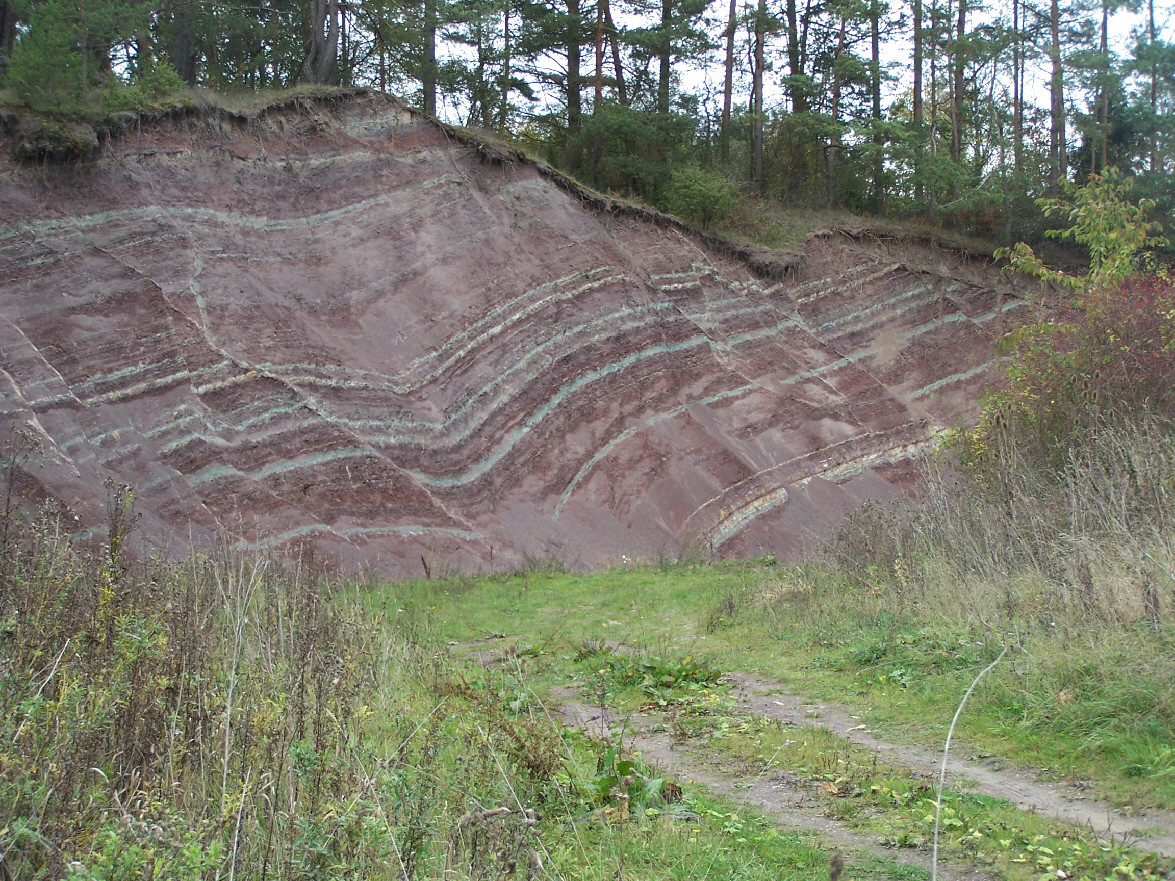
Querschnitt einer dünnschichtigen Sedimentationsabfolge

Natürliche Sedimente lassen sich nach ihrer Entstehung in drei Hauptgruppen unterteilen:
- klastische Sedimente (durch Wasser, Wind, Gletscher, Murgang usw. transportierte und so mechanisch geformte Partikel, z. B. Sand, Schotterbank, Sandbank oder geologische Seifen)
- chemische Sedimente (durch chemische Prozesse aus wässrigen Lösungen durch Fällung ausgeschieden, z. B. Carbonate)
- biogene Sedimente (Ablagerungen von Organismen oder aus Organismenresten, z. B. Korallenriffe)[2]

Der Ablagerungsort ist eine weitere Einteilungsmöglichkeit. Hier lassen sich fluviatile, limnische, marine, äolische, glaziale und pyroklastische Sedimente voneinander abgrenzen.
Herangeführt werden die Schwebstoffe im Falle einer natürlichen Sedimentation in der Regel durch Erosionsprozesse und hierbei vor allem durch fluviatilen Transport, wobei in der Regel eine Verwitterung des Ausgangsgesteins vorausgegangen ist. Je nach Entfernung zum Abtragungsort und der Strömungsgeschwindigkeit weist die Korngrößenverteilung der im Wasser mitgeführten Partikel deutliche Unterschiede auf. Hierbei gilt, dass die Korngröße der Partikel mit der Entfernung und einer absinkenden Strömungsgeschwindigkeit abnimmt, da die größten bzw. schwersten Partikel (Geschiebe) zuerst sedimentieren und die Strömung oft nicht mehr in der Lage ist, diese vom Gewässergrund aufzuwirbeln.
Besonders in stehenden Gewässern bilden diese Schwebstoffe durch gravitative Ablagerung Sedimentschichten aus, die zum Teil zur Altersbestimmung (Stratigraphie) verwendet werden. Dies liegt vor allem daran, dass hier im Gegensatz zu Fließgewässern keine Strömung mehr vorliegt und sich daher auch sehr kleine Partikel ablagern können. Zusätzlich zeigt die Sedimentation je nach Klimasystem oft ein unterschiedliches Muster im Jahresgang, da sich beispielsweise im Winter bei einem zugefrorenen Gewässer die feineren Teilchen absetzen. Somit entstehen, ähnlich den Jahresringen bei Bäumen, gröbere und feinere Schichten pro Jahr, welche als Warven bezeichnet werden. Diese schließen oft Lebewesen oder deren Spuren mit ein, welche sich im Zuge der Fossilisation zu Fossilien entwickeln können. Auch die Entstehungsbedingungen (Paläoklima) der einzelnen Schichten sind in diesen oft dokumentiert, weshalb Sedimente wichtige Klimaarchive darstellen. Besonders marine, flachmarine und seeische Ablagerungen haben dabei eine hohe Aussagekraft, weshalb sie auch das Hauptziel von klimatologischen Forschungsbohrungen darstellen.
Während durch fortschreitende Sedimentation die Mächtigkeit der Sedimente steigt, kann vor allem der steigende Druck in den tiefer liegenden Schichten weitere geologische Vorgänge auslösen. Die Diagenese bildet aus den Lockersedimenten die Sedimentgesteine. Einen Sonderfall stellt hierbei der Schnee dar, welcher ebenfalls geschichtet und unter Druckeinfluss zu Eis verdichtet werden kann. Hält dieser Effekt über mehrere Jahre an, so kann dies zur Ausbildung eines Gletschers führen.

## Anwendungen der Sedimentierung in der Technik

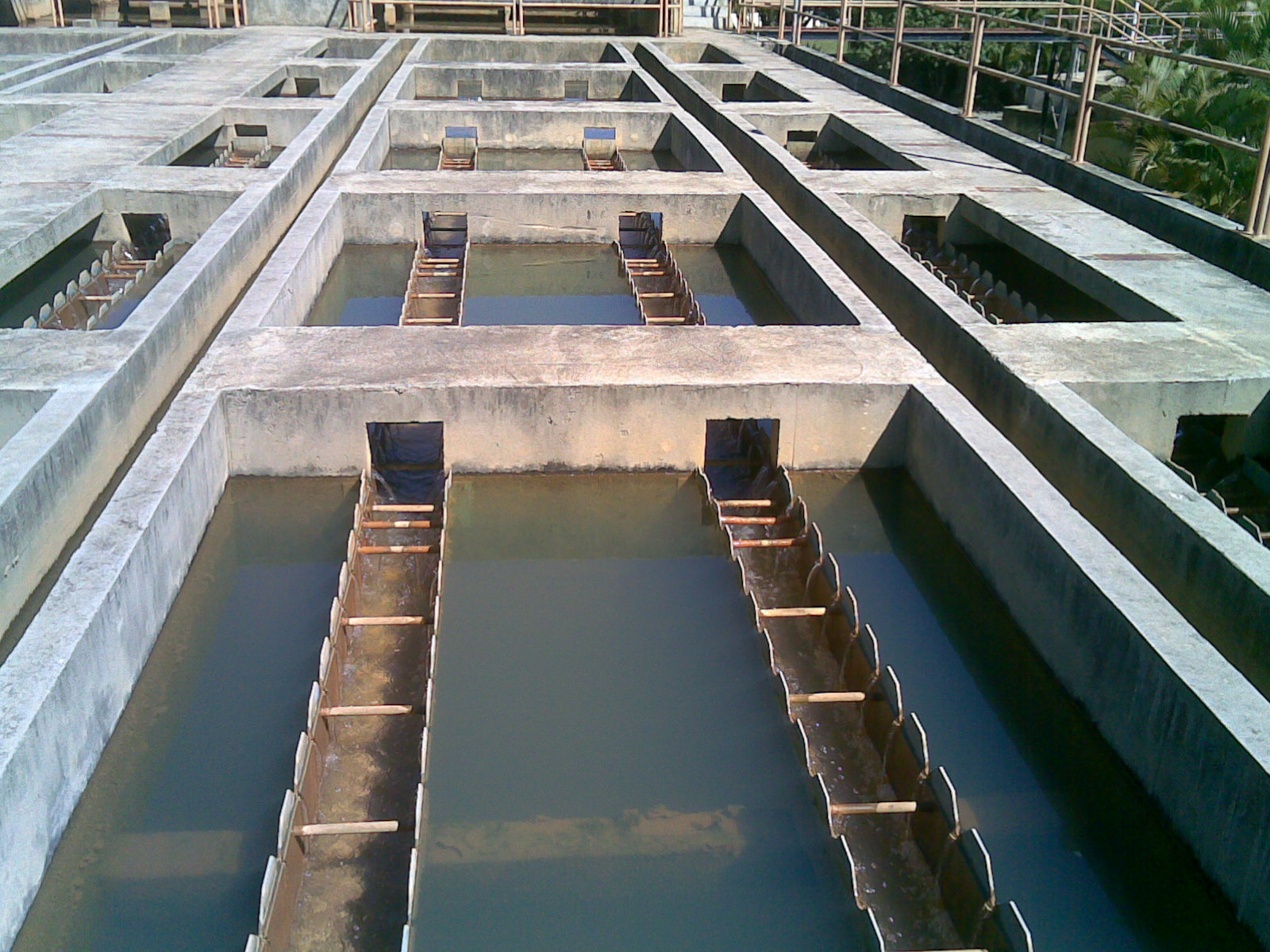
Sedimentationsanlage

Das Prinzip der Sedimentation findet in Bereichen der Naturwissenschaft, aber auch im alltäglichen Leben Anwendung:
- Die mechanische Klärung von Wasser im Absetzbecken einer Kläranlage basiert auf dem Prinzip der Sedimentation.
- In kleineren dezentralen Ölmühlen wird das Prinzip genutzt, um das bei der Pressung von Pflanzenöl entstehende Truböl von Sedimenten zu reinigen. Dabei wird das ausgepresste Öl in ein Behältnis gegeben, in dem es längere Zeit (bis zu mehreren Wochen) verharren kann, während die schwereren Sedimente durch die Erdanziehung langsam zu Boden sinken. Nach der Sedimentation wird das gereinigte Öl langsam aus dem Behältnis entnommen, so dass die abgesenkten Partikel im Sedimentationsbehältnis verbleiben. Neuere Pflanzenöl-Sedimentationsverfahren laufen kontinuierlich ab. Dabei fließt das zu reinigende Truböl über ein Röhrensystem durch nacheinander geschaltete Behältnisse. Hierbei setzen sich die Trubstoffe (Sedimente) jeweils in den einzelnen Behältnissen ab, so dass nach dem Verlassen des letzten Behältnisses ein hoher Reinigungsgrad erreicht wird.
- Im Mühlenlabor wird ein Sedimentationstest durchgeführt, bei dem das Volumen des Sediments einer Mehl-Wasser-Suspension als Maß für die Quellfähigkeit der Proteine im Mehl gilt. In der Bodenkunde dienen Sedimentationsversuche der Bestimmung der Korngrößenverteilung eines Bodens.
- In der pharmazeutischen Industrie werden Sedimentationsanalysen durchgeführt, um die Qualität von medizinischen Pulvern zur Behandlung von bspw. Asthma zu überprüfen. Dabei kann die Größe von gewissen Partikeln sowie ihre Verteilung in diesem Pulver durch das Messen der Sedimentationsgeschwindigkeiten bestimmt werden. Ein wichtiges Beispiel für eine solche Analysemethode ist die Photosedimentation.[3] Die Sedimentationsanalyse wird auch häufig angewendet, um die Korngrößenverteilung eines Bodens zu bestimmen.
- In so genannten Split-Systemen[4] wird der Effekt der Sedimentation etwa bei der biologischen Präparation unter Ausnutzung der dichteabhängigen Sedimentationsgeschwindigkeit zur Trennung von Partikeln wie Proteinen oder biologischen Zellen ausgenutzt.
- Bei der Zentrifugation wird die Sedimentation beschleunigt.

Bei der Herstellung, Lagerung und Verarbeitung von Suspensionen wie z. B. Lacken, Gießharzen, Beton oder auch manchen Lebensmitteln stellt die Sedimentation oft aber auch einen störenden Effekt dar.